# 李氏长足甲
李氏长足甲（学名：Adesmia lii），拟步甲科（拟步行虫科）漠甲亚科长足甲属的一种，分布于中国西藏。种小名源自本种模式标本的采集者，昆虫学家李法圣的姓氏，以纪念他对昆虫学研究的杰出贡献。
本种2023年被收录入中国《有重要生态、科学、社会价值的陆生野生动物名录》。

## 形态特征
体长11.5—13毫米，宽6.5—8毫米。身体为扁卵形，呈光亮的漆黑色。鞘翅宽阔，中部显著隆起，侧视呈驼背状。鞘翅表面分布有块状的突起和凹坑。